# 4th Republic
Pour plus de détails, voir Fiche technique et Distribution.
4th Republic est un film nigérian réalisé par Ishaya Bako, sorti en 2019. Il s'agit d'un thriller politique sur de élections truquées au Nigeria.

## Synopsis
Des élections opposent Mabel King et Idris Sani pour le titre de gouverneur de l'État de Kogi. Mais une nuit, Sikiru, le directeur de campagne de Mabel King se rend sur un lieu où des partisans d'Idris Sani détruisent des bulletins de vote pour les remplacer par d'autres et truquer l'élection. Il est tué, mais un témoin caché a filmé la scène.

## Fiche technique
- Réalisation : Ishaya Bako
- Scénario : Ishaya Bako et Emil B. Garuba
- Photographie : John Njaga Demps
- Montage : Shittu Taiwo
- Musique : Kulanen Ikyo
- Société de production : Amateur Heads et Griot Studios
- Société de distribution : FilmOne Production
- Langues : anglais
- Dates de sortie : 12 avril 2019

## Distribution
- Kate Henshaw-Nuttal : Mabel King
- Enyinna Nwigwe : ike
- Sani Muazu : Governor Idris Sanni
- Linda Ejiofor : Bukky Ajala
- Bimbo Manuel : St. James
- Yakubu Muhammed : Danladi
- Jide Attah : Sikiru
- Sifon Oko : Lucky Ameh
- Preach Bassey
- Rekiya Ibrahim Atta
- Emil Hirai-Garuba
- Alfred Atungu

## Accueil critique
Pour le critique du Sun, le film est un rappel d'événements réels : « L'intrigue fait la satire d'une expérience politique récente au Nigeria, avec en toile de fond une élection présidentielle entachée par des soupçons de fraude électorale, des explosions de violence à travers le pays, et un candidat à la présidentielle lésé qui va en justice pour réclamer son mandat ».
Le critique de Pulse apprécie « un scénario dense dans lequel on peut se projeter, dénué de distraction, direct, clair et bref » avec « une femme politique incorruptible ». 
L'intrigue peut s'inspirer de plusieurs récentes fraudes et violences lors d'élections de gouverneur.